# 習志野市立習志野高等学校
習志野市立習志野高等学校（ならしのしりつならしのこうとうがっこう）は、千葉県習志野市東習志野に所在する市立高等学校。
通称は「市立習志野」（いちりつならしの）、「習高」（ならこう）。

## 概要
1957年、初代習志野市長の白鳥義三郎指導のもと創立。全日制・定時制課程にそれぞれ普通科と商業科の2学科を擁する。初代校長は、のちに日本体育協会副会長や八千代松陰中学・高校創立者となった山口久太。習志野高校の校歌は、山口の作詞によるものである。
1975年に東習志野に移転するまで、現在の京成津田沼駅周辺に校舎を構えており、習志野市役所の向かい側（町名としては鷺沼）に立地していた。当時は同校の甲子園初制覇時や掛布雅之の在籍時にあたる。
サッカー部は1965年と1971年の全国高校サッカー選手権や、1995年のインターハイで全国制覇の経験がある。野球部は甲子園常連校で、公立高校ながら1967年と1975年の夏の甲子園で2度の全国制覇を成し遂げた。
文化部では、吹奏楽部が全日本吹奏楽コンクールや全日本マーチングコンテスト等で連続出場を維持し歴代成績において全国上位3校に含まれる成績を残している。　
夏休みには習志野市の姉妹都市、アメリカ合衆国アラバマ州・タスカルーサ市で行う海外英語研修がある（希望者対象）。
正門脇にあるダイオウマツ（7本）は、2002年11月15日に「習志野市名木百選」に指定された。
定時制については、創立以来57年で2064人（普通科1298人・商業科766人）の卒業生を送り出し、2014年3月末日をもって閉課程となった。

## 設置学科
全日制
- 普通科
- 商業科

※定時制（普通科・商業科）は、2014年3月末日をもって閉課程。

## 所在史
- 江戸時代に小金牧の下野牧の一部となる。
- 1873年 陸軍習志野錬兵場が設置、本地も習志野と呼ばれるようになる。
- 習志野陸軍糧秣廠倉庫が建てられる。
- 戦後は習志野刑務所として利用される。
- 1975年 習志野市立習志野高等学校（普通教室・特別教室・第一体育館・運動場）が移転

## 沿革
- 1956年 - 設立許可
- 1957年 - 第1回入学式挙行
- 1975年 - 津田沼から東習志野に移転。普通教室・特別教室棟、第一体育館・運動場完成。学校群制度実施。船橋、船橋東、薬園台、市立船橋、八千代の各校と共に第2学校群に編成。
- 1976年 - 第二体育館および第一体育館付属設備完成
- 1978年 - 再び単独選抜となる。
- 1979年 - 管理棟完成
- 1980年 - 校地拡張（約800平方メートル）
- 1989年 - 多目的棟完成
- 1995年 - 校地拡張（約1000平方メートル）
- 1997年 - 第二運動場（野球場）が「習志野市東習志野7-6-3」に完成・移転
- 2001年 - セミナーハウス「習友館」完成
- 2011年 - 同年度より定時制課程募集停止
- 2014年 - 3月末日をもって定時制課程を閉課

## 施設
学校敷地面積：24,560m2、運動場：14,731m2、第二運動場：18,083m2、合計面積：57,374m2。
- 普通教室棟
- 特別教室棟
- 管理棟
- 多目的棟（音楽ホール・食堂・空手道場）
- 部室
- 第一体育館

バレーボール部・バスケットボール部練習場となっていて、中2階はボクシング部・レスリング部練習場として使用。
- 第二体育館

1階は柔道場・剣道場、2階は体操部練習場、3階は軽音部・卓球部練習場となっている。
- 習友館（セミナーハウス）

2001年に完成し、1階はミーティングルーム、2階は畳の部屋や男女別の大浴場がある。部活動の合宿・各種会議・授業、地域の集会などで利用される。
- テニスコート（3面）
- 弓道場
- 第1グラウンド（校内）
- 第2グラウンド（野球部グラウンド）

両翼98m・中堅122m規模で、室内練習場もある。本校から自転車で約10分の習志野演習場に隣接する「習志野市東習志野7-6-3」にある。

## 部活動

### 全国大会での実績
- 吹奏楽部は、1981年に全日本吹奏楽コンクール全国大会に初出場後、2024年まで5出休み、3出休み（3年連続全国大会出場団体は欠場となる）以外連続出場、全国大会成績は金賞26回、銀賞11回、銅賞0回。

西の淀川工科高とともに東の習志野高校を吹奏楽高校分野では横綱 と呼ばれている。
5年連続金賞受賞による1990年第38回全日本吹奏楽コンクール特別演奏においてブラックライト音楽劇を披露。
ブラックライト音楽劇を全国に広める機会となる。
ブラックライト音楽劇は過去、東京立正中学校・高等学校との合同練習から取り入れるようになった
全日本吹奏楽コンクール
　通算37回（金賞26回、銀賞11回、5年連続金賞による特別演奏1回）・・3出/5出休含む連続継続中
休み内訳 - 5年連続金1回、3年連続金1回、3年連続出場4回
5年連続金特別演奏、3年連続金休み、3年連続出場休みを達成しているのは3校しかない　他は淀川工科高、天理高
全日本マーチングコンテスト　通算21回出場（金賞19回、銀賞1回、優秀1回）・・3出休含む連続継続中
マーチングスタイルは駒澤大学吹奏楽部スタイルがベースでこれに自衛隊スタイルをプラスアルファ
全日本アンサンブルコンテスト　通算19回（19団体）出場（金賞6回、銀賞12回、銅賞1回、全国大会中止1回(2020)）
その他　日本学校合奏コンクール　(管弦楽参加の全国大会)の常連である。
しかし、全日本高等学校選抜吹奏楽大会、全日本高等学校吹奏楽大会in横浜へは参加していない。
吹奏楽部名義・参加のCD、DVD、配信
- 吹奏楽の伝説　習志野市立習志野高等学校吹奏楽部（1997年7月25日、1990年までの代表曲収録）
- 響け 習高SOUND 20年間のアルバム(2001年9月20日、TOWER)
- 笑いと発想で奏でる!〜習志野高校吹奏楽部の指導理念と日常練習の流れ(2011年1月、ジャパンライム)
- 習志野市立習志野高等学校吹奏楽部 コンクール名演集1981-2010（2011年11月28日、ブレーン）
- 彩響〜習高サウンド〜（2012年12月19日、USMジャパン）
- 習志野高校吹奏楽部DVD　NARAKOU THE MASTERPIECE （2018年2月17日、習志野市）
- Narashino Marching Collection 過去15回のマーチング全国大会の軌跡（2018年3月1日、パルス東京）
- 習志野市立習志野高等学校吹奏楽部 コンクール名演集2（2018年2月28日、ブレーン）
- ブラバン・ディズニー! 2 （2017年3月22日、ウォルト・ディズニー・レコード）
  - 1曲目：東京ディズニーランド・メドレー、5曲目：ひとりぼっちの晩餐会〈美女と野獣〉、9曲目：ホエン・シー・ラヴド・ミー〈トイ・ストーリー2〉

- 東京スカパラダイスオーケストラ「一日花 feat.imase & 習志野高校吹奏楽部」（2024年7月1日、配信限定シングル）
  - 日本テレビ系列朝の情報番組『ZIP!』テーマソング（2024年7月 - ）

テレビ出演
2004年に『1億人の大質問!?笑ってコラえて!』の1コーナーである『日本列島 部活動の旅』に吹奏楽部が密着取材を受ける。
2010年に船橋市立船橋高等学校密着取材時に出演
2011年・2012年マーチングバンド部の旅に出演
2013年吹奏楽部の旅（東関東）に出演
演奏活動
1986年11月、NHKホールで開催された第1回国民文化祭開会式「式典演奏」を担当した。
日頃の練習とは別に毎週末、近隣施設への演奏会、福祉活動、全国各地からの招待演奏活動を実施
海外演奏活動は過去、欧州（ベルギー）、香港2回、米国3回、ニュージーランド、台湾で実施。
創部50周年・55周年・60周年
2013年2月10日習志野文化ホールにて習志野高校吹奏楽部創部50周年記念演奏会が開催される。
現役、OB/OGを含めた様々な年齢層による演奏、内容からスクールバンドの理想と評される・・BandJournal2013年4月号
後日、創立50周年記念誌が発行される。
2018年2月25日 幕張メッセイベントホールにて習志野高校吹奏楽部創部55周年記念特別演奏会が開催される。
現役、OB/OGを含めた総勢600名　満員の観客5000名、5時間半の演奏を成し遂げる。
2023年2月12日 習志野文化ホールにて習志野高校吹奏楽部創部60周年記念演奏会が開催される。
他部活応援
他の吹奏楽強豪校と異なるのは基本的に部員全員応援であること
詳しくは習志野市立習志野高等学校#応援を参照
部訓
悔いのない一日を!
野球応援コンサート（習志野高校吹奏楽部＆拓大紅陵吹奏楽部合同コンサート）
2015年6月21日　Baseball Supporters' Concert 2015 日本初の野球応援コンサートを拓大紅陵高校吹奏楽部と共催
千葉県文化会館にて開催し多くのメディアに取り上げられる
2019年4月27日　フレンドシップコンサート2019春 第2弾が千葉県文化会館にて開催され、朝日新聞千葉地域面に取り上げられる。
2021年5月05日　野球応援コンサート2021 第3弾が習志野文化ホールにて開催される。
野球応援コンサートEXPO
2018年6月24日　全国高校野球選手権第100回大会を記念し幕張メッセで開催　他参加校：拓大紅陵・作新学院・大阪桐蔭・愛工大名電・東海大相模
朝日新聞主催、後援に高野連が入り公式なイベントであった
公式HP
朝日新聞提供の動画ダイジェスト
- 野球部は、明治神宮野球大会で1回、国民スポーツ大会で1回、全国高等学校野球選手権大会で2回（1967年の第49回大会では市原弘道監督の指導の下、千葉県代表として初めての優勝。2度目は初優勝時のエース石井好博監督の下での優勝である）の優勝経験がある。

選抜高等学校野球大会出場回数：4回（準優勝1回）
全国高等学校野球選手権大会出場回数：9回（優勝2回、ベスト8は2回）
- サッカー部は、インターハイで1回、全国高等学校サッカー選手権大会で2回優勝している。
- 男子バスケットボール部は、インターハイで1回優勝。第74回（2回戦進出）、第76回ウインターカップに出場を果たした。
- 女子バスケットボール部は、2014年のインターハイに31年ぶり6回目の出場をした。
- ボクシング部は、1963年、2007年、2008年の3度インターハイで総合優勝している。
- 男子バレーボール部は、全国高等学校バレーボール選抜優勝大会に16回出場し、1回優勝している。春高バレー（全国高等学校バレーボール選抜優勝大会/全日本バレーボール高等学校選手権大会）に30回出場している。高校総体に39回出場している。
- 女子バレーボール部は、全国高等学校バレーボール選抜優勝大会に8回出場し、1回準優勝している。高校総体では、第27回（1974年）で3位に入賞した。2023年度（第76回 3回戦進出）と2024年度に（第77回 2回戦進出）春の高校バレー出場を果たした[18][19]。
- 体操部　2013年国際ジュニア個人総合優勝者を輩出するなど高校総体等に出場している。女子も高校総体に6回出場している。
- 剣道部　全国高校選抜剣道大会　第9回大会優勝、第6回大会3位 (公式HP www.narashinokendo.com)
- 柔道部　高校総体14回出場 昭和46年全国3位、個人戦 平成29年-60kg級優勝　令和4年-81kg級優勝  令和5年−73kg級優勝　金鷲旗高校柔道大会 令和4年第3位 全国高等学校柔道選手権団体戦8回出場 個人戦 第38回第39回-60kg級優勝　第44回-81kg級優勝
- 弓道部　2016年第35回全国高等学校弓道選抜大会に女子団体が出場した。
- その他多くの部活動が全国レベルである。

- 上記のほか、商業部・軽音楽部・文芸部・美術部・書道部・茶道部などがある。

### 応援
バトン部、吹奏楽部による応援
体育系クラブにて県大会決勝（準決勝の場合もある:夏の高校野球は1回戦から）になると、バトン部、吹奏楽部の応援がみられる。
レパートリーは30曲以上あり、新作も随時追加される。
2013年10月29日高校野球秋季関東大会にて初披露⇒ベン・ハー
他、レッツゴー習志野、アラバマ、アフリカンシンフォニーなど
2016年8月27日、QVCマリンフィールドで開催された U18高校代表対大学代表壮行試合 にて高校代表の応援団を務める。史上初の六大学応援団との応援対決 も実現。
2019年8月26日、明治神宮野球場で開催された 野球Ｕ１８、大学代表に引き分け にて拓大紅陵とともに高校代表の応援団を務める。【侍J壮行試合】高校代表VS大学代表　番外編　美爆音炸裂！5回終了で応援合戦スタート も実現。美爆音の誕生と命名について朝日新聞の記事となる 習志野「美爆音」の正体は　震える球場、演奏に極意あり

### レッツゴー習志野
オリジナル応援曲「レッツゴー習志野（Let's Go 習志野）」
習志野高校オリジナルの応援曲で吹奏楽部にて楽譜を保有。
作曲は昭和50年、同校吹奏楽部男性部員（当時の部長）
オリジナル曲につきスコア（楽譜）が存在する事及び著作を破棄していない。
【習志野市公式動画】習志野高校吹奏楽部　レッツゴー習志野　Official Music Video　レッツゴー習志野　Official Music Video　フルバージョン

## 著名な出身者

### サッカー
- 大野俊三
- 藤川久孝
- 名塚善寛
- 新明正広
- 四方田修平
- 鈴木敬之
- 岩瀬健
- 大塚真司
- 御厨景
- 桜井啓
- 小田島隆幸
- 廣山望
- 福田健二
- 薮崎真哉
- 加藤元気
- 吉野智行
- 関隆倫
- 玉田圭司
- 本間勲
- 町田忠道
- 栗澤僚一
- 池上礼一
- 柴小屋雄一
- 林堂眞
- 守田達弥
- 稲葉亜我志

### 野球
- 谷沢健一
- 斎藤喜
- 醍醐恒男
- 掛布雅之
- 小川淳司
- 後関昌彦
- 大塚賢一
- 城友博
- 野口寿浩
- 花島寛己
- 福浦和也
- 松比良平太
- 山下斐紹
- 上野啓輔
- 福田将儀
- 古谷拓郎
- 齊藤伸治
- 郡司真里
- 小林徹（同校監督）
- 池田来翔

### バレーボール
- 古川牧子
- 金坂克子
- 杉本公雄
- 蔭山弘道
- 上條レイモンド
- 中村啓人
- 高橋慶帆
- 結束美南

### 格闘・武道
- 粟生隆寛（ボクシング）
- 木村悠（ボクシング）
- 岩佐亮佑（ボクシング）
- 坂本大輔（ボクシング）
- 堤駿斗（ボクシング）
- 高谷裕之（総合格闘家）
- 田村彰敏（総合格闘家）
- 国分利人（空手）
- 吉岡幸男（空手）
- 青木大（柔道）
- 伊澤直乙斗（柔道）
- 関本賢太（柔道）
- 草間政一（プロレス）

### その他スポーツ
- 村口史子（ゴルフ）
- 原修太（バスケットボール）
- 萱和磨（体操）

### ミュージシャン
- えちうら
- 蒼山幸子（ねごと）
- 澤村小夜子（ねごと）

### その他
- 園田博之[20]（政治家）
- 鈴木有（政治家）
- 土岐大介（元ゴールドマン・サックス・アセット・マネジメント社長、元日本証券投資顧問業協会副会長）
- 西村克也（映像ディレクター）
- 江崎びす子（漫画家）
- 鈴木紀夫（探検家）

## 交通
- 実籾駅より徒歩約13分